# 硫酯

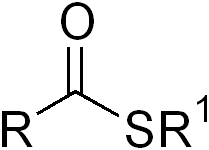
硫酯的常見結構

硫酯（拼音：liú zhǐ；英文：Thioester）是一个硫原子和一分子酰基共价结合形成的化学物质，通式为R-S-CO-R'。硫酯键是高能化学键。
另一类的化学物质也会被看作是硫酯，这一类的化学物质可看成是酯键中的酰基上的氧原子为硫原子所取代，其通式则是R-O-CS-R'。这一类物质可以通过劳森试剂和酯的反应生成。这种硫代羰基化合物可用于有机合成。最近帝国学院教授东尼·巴雷特将硫酯用于非环状化合物的糖合成取得成功。
某些生物化学家认为硫酯在生命起源的过程中扮演很重要的角色。诺贝尔奖得主，比利时的克里斯汀·德·迪夫，认为先有一个“硫酯世界”（Thioester World），再发展到“RNA世界”，硫酯是有机体的直接祖先。
他解释道：
当一个巯基（通式为R-SH）和一个羧基（R'-COOH）结合就形成了硫酯。过程中释放一分子水，产物就是：R-S-CO-R'。
硫酯键是高能化学键，就好像在所有生物体内提供能量的三磷酸腺苷里的高能磷酸键……

这就表明了硫酯是在ATP分解或合成过程中的中间产物。所有的酯键形成（包括脂类）都需要硫酯的参与。这些物质参与了细胞内多种物质的合成，包括肽、脂肪酸、固醇、萜烯、卟啉和其他。另外，硫酯是一些特别古老的ATP组装途径的中间产物。在这两个例子里面，硫酯都比ATP更直接得参加了能量的消耗与生成。换句话说，硫酯是在那个没有ATP的硫酯世界里充当了ATP的角色。事实上，硫酯可能帮助ATP形成磷酸键。